# Gabyna metaloba
Gabyna metaloba là một loài bướm đêm trong họ Noctuidae.